# جوسية
جوسية قرية من قرى مركز القصير التابعة لمنطقة القصير في محافظة حمص. تقع جنوب غرب مدينة حمص ويوجد عندها معبر حدودي مع لبنان.